# Warłaam (Nowgorodski)
Warłaam, imię świeckie Wasilij Timofiejewicz Nowgorodski (ur. 31 marca?/12 kwietnia 1872 w guberni tulskiej, zm. 30 stycznia 1920) – rosyjski biskup prawosławny.

## Życiorys
Przed 1907 złożył wieczyste śluby mnisze i przyjął święcenia kapłańskie. W tym też roku ukończył Kijowską Akademię Duchowną z tytułem kandydata nauk teologicznych i został zatrudniony jako wykładowca homiletyki w seminarium duchownym w Tyflisie. W 1909 przeniesiony na stanowisko inspektora seminarium w Chełmie. Od 1911 do 1914 był jego rektorem.
Następnie przez rok kierował jako rektor seminarium duchownym w Jekaterynosławiu i od 1915 do 1919 – seminarium w Orenburgu.
18 czerwca 1919 został wyświęcony na biskupa solikamskiego, wikariusza eparchii permskiej.
Zmarł 30 stycznia 1920 r. wskutek obrzęku płuc. Lokalne władze radzieckie, obawiając się pogorszenia stosunków społecznych, zgodziły się na jego pogrzeb w krypcie pod miejscową prawosławną katedrą.